# Обасанджо, Олусегун
Олусегу́н Мэтью Окикиола Арему Обаса́нджо (йоруба Oluṣẹgun Matthew Okikiọla Arẹmu Ọbasanjọ; род. 5 марта 1937, Абеокута) — нигерийский политический и военный деятель, президент Нигерии в 1976—1979 и 1999—2007 годах.

## Биография
Получил образование в баптистской школе, работал учителем. В 1958 году поступил на службу в армию, в 1959 году получил первый офицерский чин. Получил военное образование в Великобритании (в академии в Олдершоте) и Индии, в штабном колледже в Веллингтоне, военно-инженерное — в индийском военно-инженерном училище.
Стал известен в армии после гражданской войны в Биафре (Восточной Нигерии) в 1967—1970 годах, во время которых, командуя 3-й дивизией, провел решающую операцию по захвату лидера мятежных игбо и захватил г. Оверри.
После переворота 29 июля 1975 года, в котором не принимал участия, хотя сочувствовал его организаторам, стал вице-президентом и начальником генерального штаба Нигерии.
С февраля 1976 года — полный («четырёхзвёздный») генерал.
В ходе неудачной попытки переворота 13 февраля 1976 года, организованного подполковником Букой Сукой Димкой случайно избежал гибели (заговорщики перепутали его с другим генералом, которого застрелили). Благодаря его решительным действиям переворот был предотвращён, его участники расстреляны.

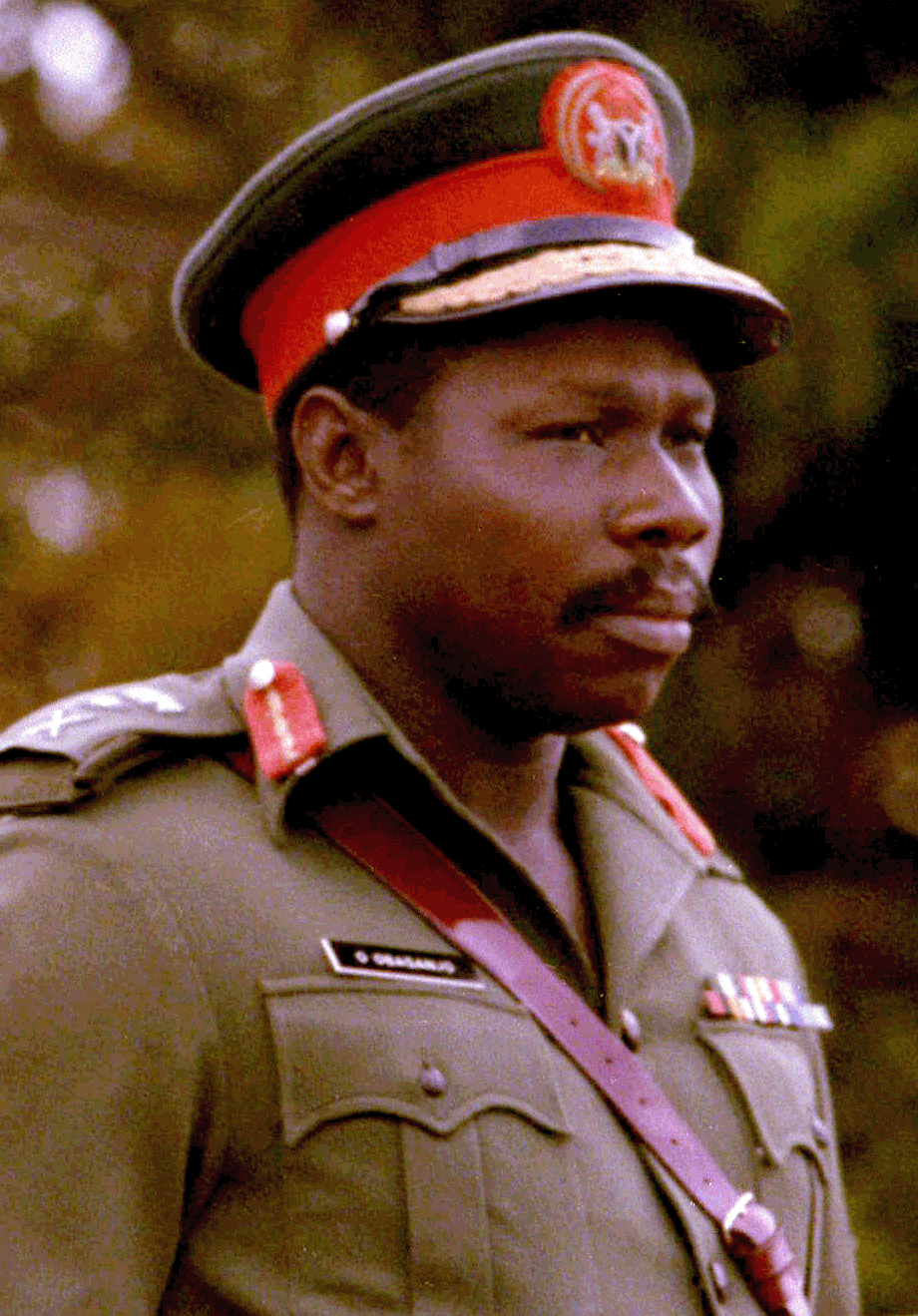
О.Обасанджо в 1978 году

Продолжил политику своего погибшего предшественника Мурталы Мухаммеда по передаче власти гражданским лицам. 1 октября 1979 года передал власть демократически избранному президенту Шеху Шагари.
После ухода с президентского поста занялся сельским хозяйством в своём родном штате и учился в университете Ибадана. Одновременно писал критические статьи о новых правительствах страны. Выдвигался на пост Генерального секретаря ООН в 1991 году.
По обвинению в государственной измене в 1995 году был арестован военным правительством и приговорён к смерти. После активного международного протеста наказание было заменено на 15 лет заключения. Был освобождён в июне 1998 года после смерти лидера страны Сани Абачи.
На состоявшихся в феврале 1999 года президентских выборах получил 62,8 % голосов, выступая как глава Народно-демократической партии (с тех пор правящей в стране) и официально вступил в должность в мае 1999 года. Основными целями своего президентства объявил войну с коррупцией и остатками сепаратизма.
Во время первого срока значительное время проводил в зарубежных поездках: между маем 1999 года и августом 2002 совершил 113 поездок. Всего за время первого срока провел за пределами страны 1 год (если сложить время всех поездок), за что критиковался на родине. В марте 2001 году посетил Россию.
На выборах 2003 года боролся с бывшим президентом страны, мусульманином Мохаммаду Бухари и получил 61,8 % голосов (международные наблюдатели и оппозиция признали выборы нечестными). Второй его президентский срок был более плодотворным и эффективным для страны, особенно в области борьбы с коррупцией. Нигерия улучшили показатели, поднявшись в антикоррупционном рейтинге с 3-го места в 2005 году на 9-е в 2007. Рост ВНП удвоился, достигнув 6 %, а золотовалютные запасы выросли с $2 млрд в 1990 до $43 млрд в 2007 году. О.Обасанджо добился прощения $18 млрд долгов и сумел выплатить ещё $18 млрд.

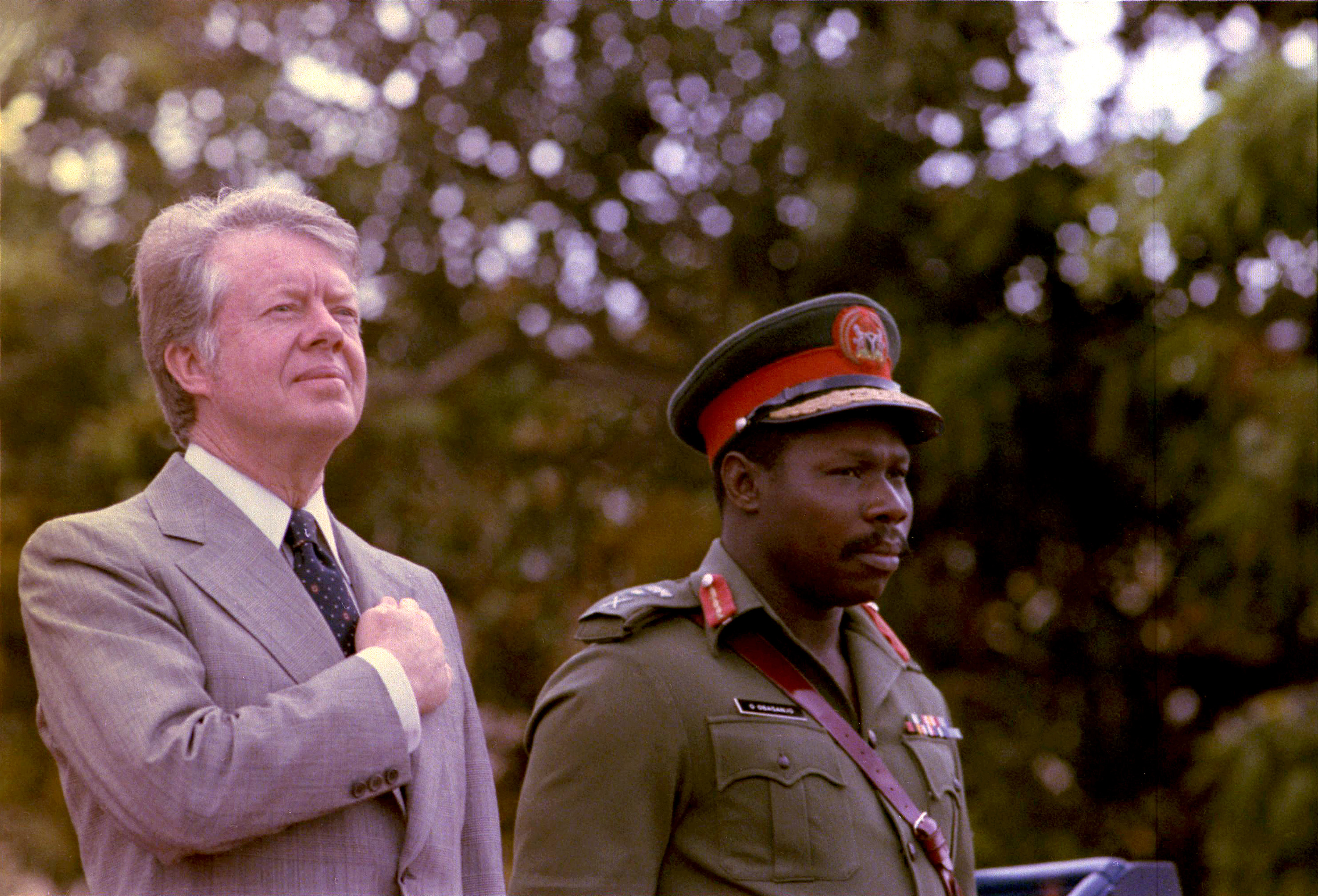
Обасанджо с Джимми Картером во время визита последнего в Нигерию в 1978 году

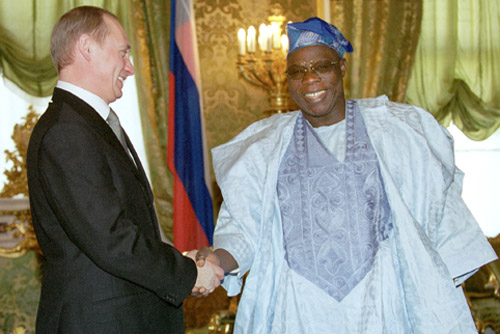
Обасанджо с Владимиром Путиным в Москве

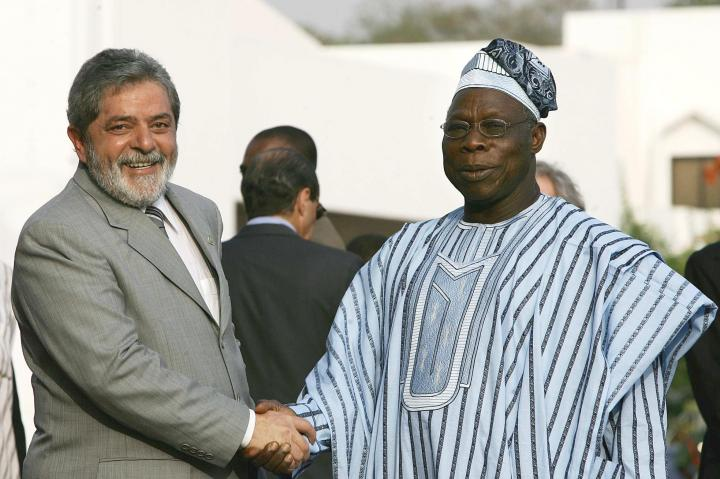
Обасанджо и президент Бразилии Лула да Силва в 2005 году

В начале 2000-х годах Нигерия стала играть более активную внешнеполитическую роль, приняв участие в критике авторитарного режима Роберта Мугабе в Зимбабве, международных миротворческих операциях, пресекающих гражданские войны в Сьерра-Леоне и Либерии. В 2004—2006 годах — председатель Африканского союза.
Попытки изменить конституцию и добиться возможности избрания на третий срок успеха не имели и О.Обасанджо покинул свой пост 29 мая 2007 года, передав власть своему преемнику, Умару Яр-Адуа.
Позже стал влиятельным председателем совета попечителей правящей в стране Народно-демократической партии, членом Мадридского клуба, специальным посланником генерального секретаря ООН Пан Ги Муна в конголезском конфликте.
После отставки обвинялся в издании двух преступных приказов, отданных им армии в ноябре 1999 года и октябре 2001 года об усмирении волнений в южном городе Оди и центральном штате Бенуэ, когда в ходе операций погибло около 1,5 тыс. мирных жителей. В марте 2008 года обвинялся в нецелевом использовании $2,2 млрд, полученных по контрактам для развития энергетики.
«За выдающийся вклад в содействие торгово-экономическим отношениям между Нигерией и Китаем» в ноябре 2011 года получил звание председателя нигерийско-китайской торговой палаты.
В 2017 году защитил кандидатскую диссертацию в Национальном открытом университете.

## Дополнительная информация
Имя «Олусегун» переводится как «лорд-победитель».
Имеет множество детей, живущих в Нигерии, США и Британии (например, только в первом браке у него было 6 детей (один умер).
Сын Гбенга — доктор медицинских наук (Университет Джонса Хопкинса)
 Дочь от первого брака Ияба Обасанджо-Белло — доктор наук Калифорнийского университета в Беркли и Корнеллского университета, была федеральным сенатором от штата Огун
Сын Дэйр — программист, ведущий программный менеджер подразделения Live в Microsoft.
В конце 2008 года первая жена О.Обасанджо, Олуреми (Реми) выпустила свои мемуары, «Горько-сладкое: моя жизнь с Обасанджо» (Bitter-Sweet: My Life with Obasanjo), в которых он представлен в крайне неприглядном виде. В ней бывший президент называется «хитрым, грубым и мстительным бабником», а также «интриганом». Олуреми в своей книге утверждает, что Обасанджо постоянно бил своих жён, но при этом сам «вел себя очень женоподобно». Книга стала бестселлером в Нигерии.
14 сентября 1987 года вторая жена О.Обасанджо, Линда (1942 г.р.), погибла при попытке угона её автомашины (медленно выходила и была застрелена).
22 октября 2005 года третьей супруге нигерийского лидера — Стелле Обасанджо (род.14 ноября 1945) была сделана операция по удалению излишков жировых отложений в области живота (липосакция) в частном медицинском центре «Molding Clinic» на испанском курорте Марбелья, славящемся в Испании своими специалистами. Через 36 часов после хирургического вмешательства почувствовала себя плохо, в частности, у неё резко упало кровяное давление. Однако, в реанимацию она была доставлена почему-то слишком поздно — в состоянии клинической смерти, и врачи ничего не смогли сделать для её спасения, 23 октября 2005 года она умерла. В 2009 году оперировавший её доктор был приговорён к 1 году тюрьмы и штрафу в $176.000 в пользу её сына.